# Catantops sylvestris
Catantops sylvestris är en insektsart som beskrevs av Nicholas David Jago 1984. Catantops sylvestris ingår i släktet Catantops och familjen gräshoppor. Inga underarter finns listade i Catalogue of Life.

## Bildgalleri

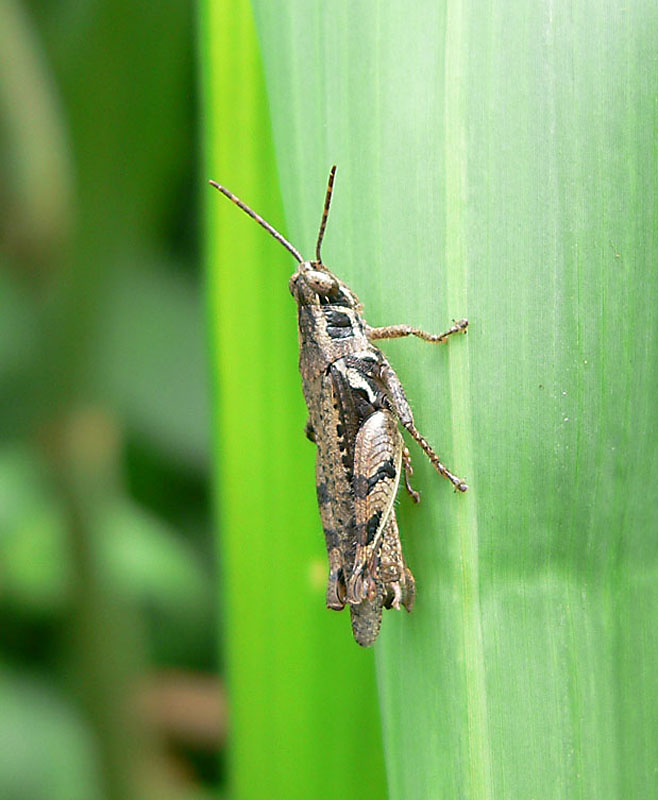